# Lignée Ripa
La lignée Ripa est une lignée héréditaire, fondée par Barompa Darma Wangchug, du bouddhisme tibétain, dans la tradition Barom Kagyu. Elle a construit des monastères au Tibet et en Inde. 
Les méthodes de la lignée Ripa allient vertus monastiques fondées sur les Sutras bouddhistes et techniques tantriques. La réalisation spirituelle et la conscience sont transmises directement. 
Ont appartenu (entre autres) à cette lignée:
- Drubwang Shakya Shri
- Barompa Darma Wangchug
- Pema Deje Rolpa ("Lama Ripa")
- Jigme Tsewang Chokdup
- Ritrul Rigzin Choegyal
- Le tertön Namkha Drimed Rabjam Rinpotché
- Gyétrul Jigmé Norbou Rinpotché